# 彼得·贝克
彼得·贝克（英語：Peter Beck）是一位新西兰工程师，航天公司火箭实验室的创始人。

## 早期生活
贝克在新西兰的因弗卡吉尔长大，父亲曾是一名博物馆、艺术画廊的主任以及一名宝石专家， 母亲是一位教师。
贝克的家人喜欢机器， 少年时的贝克对发动机产生强烈兴趣，花费大量时间用于研究旧机器并对其进行涡轮增压。
儿童时期的贝克就梦想长大后从事火箭制造， 高中学校的就业顾问因此要求与他的父母会面，他们担心贝克梦想的工作不符合任何"预先设置的框架"，并且是"荒谬而无法实现的"。

## 职业生涯
贝克将他的职业生涯描述为“让我能学到更多，并提供资源以最终建立更大的和更好的火箭"。
17岁时贝克离开家庭，成为一名工具制造的学徒， 在工作期间，他利用公司的工作室试验火箭。
之后他进入工业研究院工作， 从事智能材料、复合材料和超导体的研究， 工作期间他结识了斯蒂芬廷德尔，后者为他的创业公司火箭实验室进行了投资。

### 火箭实验室
2006年，贝克创办了火箭实验室。

## 获奖
贝克获得了皇家航空学会颁发的特殊奖章，以表彰他为新西兰航空的贡献。
他还被授予了皇家学会的库珀勋章。
2014年，他获得了新西兰创新奖中的设计和工程创新奖。
2016年，他被评为年度安永企业家。

## 个人生活
贝克同一名工程师结婚，他们有两个孩子。